# Ivan Štrukelj (učitelj)
Ivan Štrukelj, slovenski učitelj, organizator in publicist, * 5. oktober 1880, Štrukljeva vas, † 10. junij 1952, Ljubljana.

## Življenje in delo
Štrukelj je v letih 1887–1892 obiskovala osnovno šolo v Žilcah (sedaj Sveti Vid nad Cerknico in Ljubljani (1883-1884), ter tu še 2. razreda gimnazije (1884-1886). Nato se je vpisal na učiteljišče in ga končal leta 1900. Službo učitelja je nastopil v Preloki (1900-1902), opravil 1902 strokovni izpit in bil nato do 1905 učitelj na Robu, šolski upravitelj na Bučki (1906-1908) in Dobrepolju (1908-1912) in okrajni šolski nadzornik v Novem mestu za slovenski šolski okraj (1912-1918). V letih 1918−1928 je bil ravnatelj osnovne šole na Viču v Ljubljani, šolski nadzornik za okraj Ljubljana (1928-1932), do 1935 upravitelj nemške manjšinske šole v Ljubljani, od 1935-1937 šolski nadzornik Dravske banovine, od 1938-1945 upravitelj zasebne deške šole v Marijanišču.
Štrukelj se je strokovno izpopolnjeval na tečajih: na kmetijski šoli na Grmu v Novem mestu za kmetijstvo (1910), na Dunaju za odpravo govornih napak (1912), v Ljubljani za obrtnotrgovske predmete na nadaljevalnih šolah (1919), za ročna dela (1925). Poeg pedagoškega dela pa je bil dejaven še na drugih področjih. Ustanovil je: v Robu izobraževalno društvo, na Bučki posojilnico in hranilnico ter društvo Nada za ožji stik staršev z učitelji, v Dobrepolju je bil soustanovitelj društva Orel, na Viču več let občinski odbornik ter tajnik in pa tudi predsednik Slomškove zveze (1938-1945).
Objavil je naslednja dela: Šola in dom (1906); Učitelj v boju proti alkoholizmu (1911); Šolski upravitelj (1927) in Razredni učitelj (1929) ter vrsto člankov iz šolske prakse, in spomine na svoje službovanje ter mladinske spise pod psevdonimom Hribski, ki jih je izdajala Slomškova zveza.